# Kloster Zissendorf
Das Kloster Zissendorf war ein Zisterzienserinnenkloster im heutigen Ortsteil Stoßdorf der Stadt Hennef. Es wird heute als „Fachklinik Gut Zissendorf“ geführt.

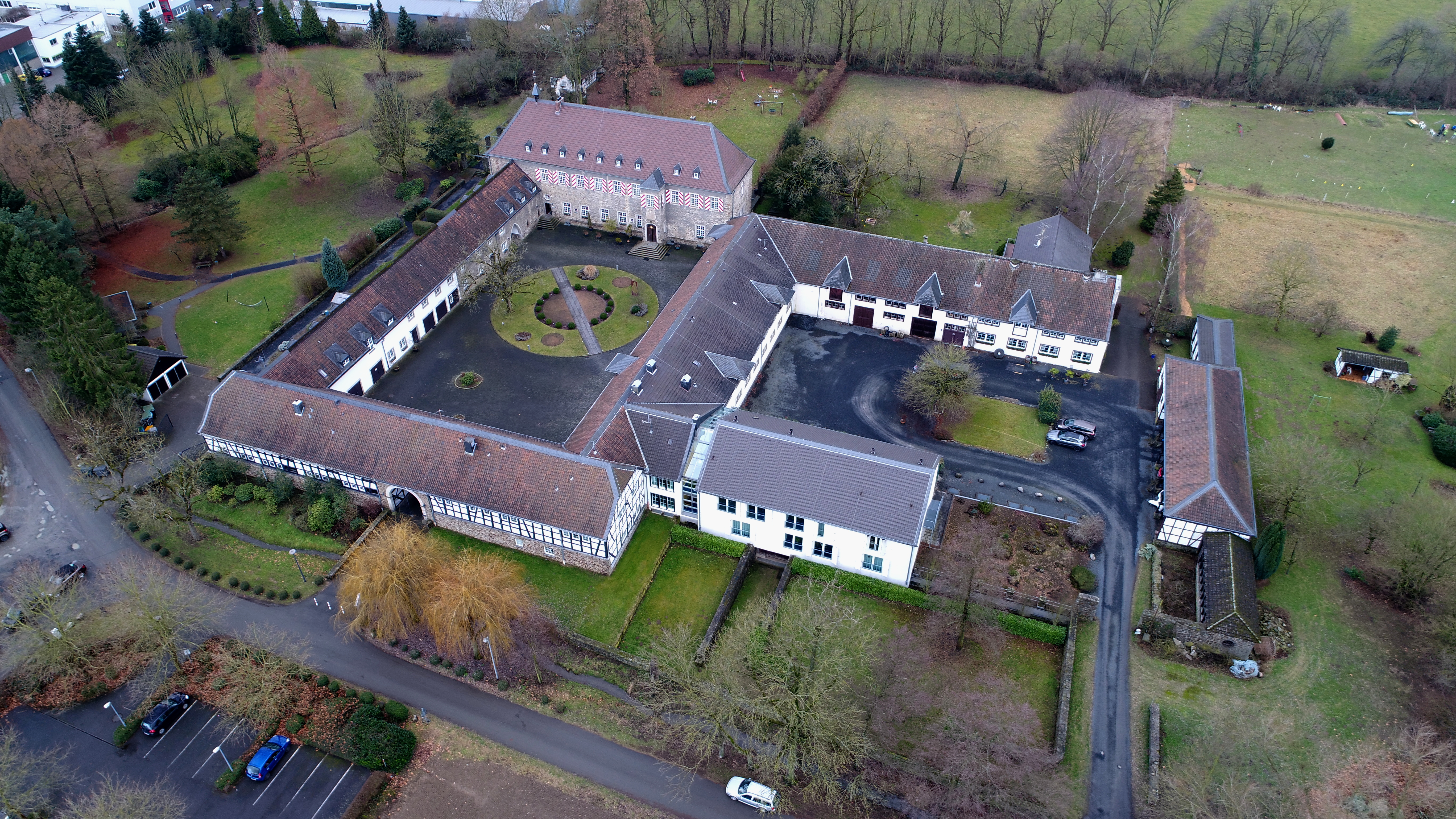
Kloster Zissendorf, Luftaufnahme (2017)

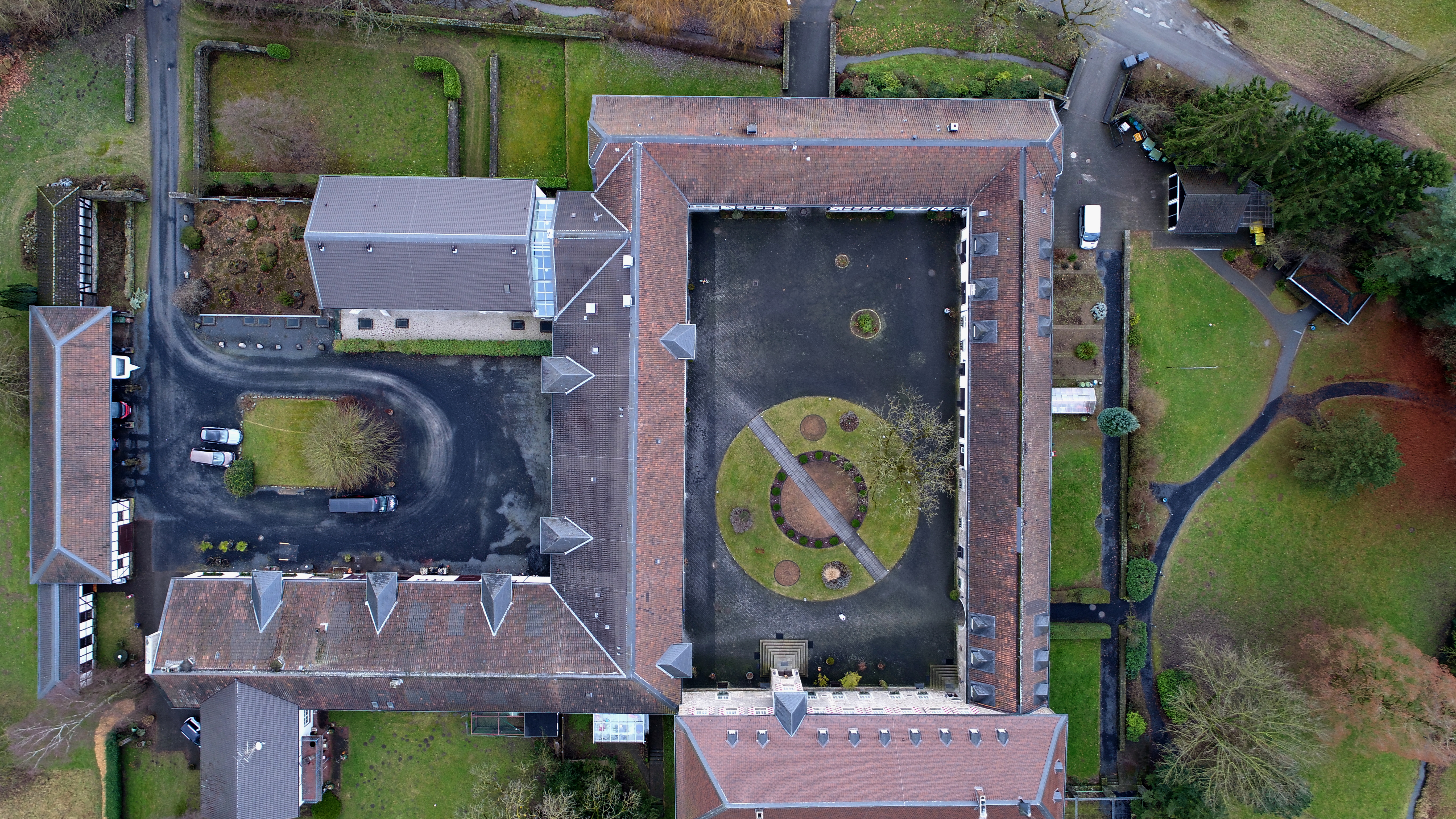
Kloster Zissendorf, Senkrechtaufnahme, Luftaufnahme (2017)

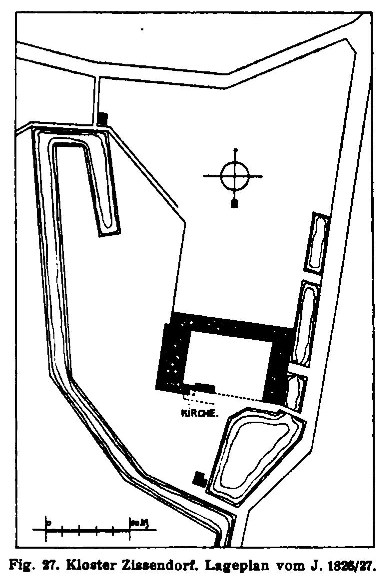
Kloster Zissendorf, Lageplan 1826

## Geschichte
Gegründet wurde das Kloster 1247 in Blankenberg.
Im Jahre 1563 wurde berichtet, dass die Nonnen im Kloster Zissendorf das Habitat außgezogen, die Kirchen Ceremonien verlassen, die Gesäng aber auf teutsch gethan hätten. Auch wollten sie dem Abt zu Heisterbach nicht gehorsam sein. 1565 erklärten die Nonnen, ihren Habit nicht wieder anlegen zu wollen. Sie wollten ihrem Mund nach reden, Latein verstünden sie nicht. Daraufhin wurden sie vom Herzog interniert, der Klosterschlüssel der Äbtissin übergeben und die Klosterakten dem Amtmann von Blankenberg übergeben. 1644 wurden Kloster und Klosterkirche durch einen Brand zerstört.
Im Jahre 1654 wurde ein neuer Altar durch den Bonner Maler Tilman Krull erstellt. Die Kirche wurde nach dem Neubau ab etwa 1670 wieder genutzt. Im Jahre 1671 wurde der angrenzende Kreuzgang erbaut. 1673 trat der ganze Klosterkonvent der Erzbruderschaft Maria-Seelen-Hilf in Bonn bei. 1803 wurde das Kloster säkularisiert und als Rittergut genutzt. 1818 wurde es von dem preußischen Landrat des Siegkreises, späteren Landrat des Landkreises Bonn, Eberhard von Hymmen erworben. 1934 wurde es vom Kölner Zigarettenfabrikanten Heinrich Neuerburg gekauft.
Im Jahre 1959 wurde das Gelände von der Caritas für 200.000 DM erworben. Diese eröffnete dort im Mai 1960 die Suchtfachklinik Sankt Mechthild für alkoholabhängige Frauen.

## Links
- „Zissendorf / Blankenberg“ in Cistopedia -  Encyclopaedia Cisterciensis

Koordinaten: 50° 47′ 8,3″ N, 7° 15′ 48,7″ O